# 문진국
문진국(文鎭國, 1949년 2월 1일 ~ )은 노동운동가 출신의 대한민국 정치인으로, 제20대 국회의원이다.

## 학력
- 환일고등학교 3학년 제적

## 경력
- ~ 2014.01: 한국노동조합총연맹 위원장, 전국택시노동조합연맹 위원장, 한국노동조합총연맹 상임부위원장
- 2016.05 ~ 2020.05: 제20대 국회의원(비례대표, 새누리당→자유한국당)
  - 2016.06 ~ 2018.05: 제20대 국회 전반기 환경노동위원회 위원
  - 2018.07 ~ 2020.05: 제20대 국회 후반기 환경노동위원회 위원
- 2016.09 ~ 2017.02: 새누리당→자유한국당 노동위원회 위원장
- 2017.03 ~ 2018.09: 자유한국당 서울특별시당 강서구 갑 당협위원회 위원장
- 2017.12 ~ 2018.12: 자유한국당 정책위원회 부의장
- 2018.12 ~ 2020.2: 자유한국당 서울특별시당 강서구 갑 당협위원회 위원장
- 2019.06: 자유한국당 황교안 당대표 특별보좌역
- 2021.08 ~ 2021.11: 국민의힘 윤석열 제20대 대통령 선거 예비후보 국민캠프 조직본부 특보단 상임노동특보
- 2021.12 ~ 2022.01: 국민의힘 살리는 선거대책위원회 직능총괄본부 직능지원단 택시산업지원본부장

## 역대 선거 결과
|  | 37.04% |

|  | 33.50% |

## 같이 보기
- 대한민국 제20대 국회의원 선거 새누리당 후보 목록#비례대표